# Torri del Sella
Skalní věže Torri del Sella (německy Sellatürme) jsou součástí pohoří Sella a skládají se z celkem pěti samostatných věží:
- Erster Sellaturm (Prima Torre di Sella, 2533 m),
- Zweiter Sellaturm (Seconda Torre di Sella, 2598 m),
- Dritter (und höchster) Sellaturm (Terza Torre di Sella, 2696 m),
- Vierter Sellaturm (Quarta Torre di Sella, 2605 m)
- Fünfter Sellaturm (Quinta Torre di Sella, 2500 m).

Západně od věží Sellatürme se nachází skalní věž Lokomotiva (2412 m), pojmenovaná podle svého tvaru, za níž následuje hřeben klesající do průsmyku passo Sella.

## První výstupy
Na první a druhou věž Selly (na obě normální cestou I) vystoupili poprvé 9. srpna 1899 Otto Ampferer, Wilhelm Hammer a Karl Berger, na třetí věž severní soutěskou od druhé věže (IV-, III) Karl Berger a E. Franzelin 29. července 1900. Na čtvrtou věž Sella, která je spíše výběžkem Piz Ciavazes, vystoupili 25. srpna 1906 S. Häberlein, Käthe Bröske a K. Spilka severní soutěskou od třetí věže (III), zatímco na pátou věž Sella, nevýraznou věžičku opírající se o třetí, vystoupili 29. července 1911 W. Hegemann a R. Redlich.
Na jednotlivé skalní věže vedou horolezecké cesty až do obtížnosti IX- (Grödnerführe na První věž). V severní stěně Druhé věže otevřeli Reinhold Messner a Günther Messner v srpnu 1968 ideální výstup s minimálním použitím jištění.

## Galerie

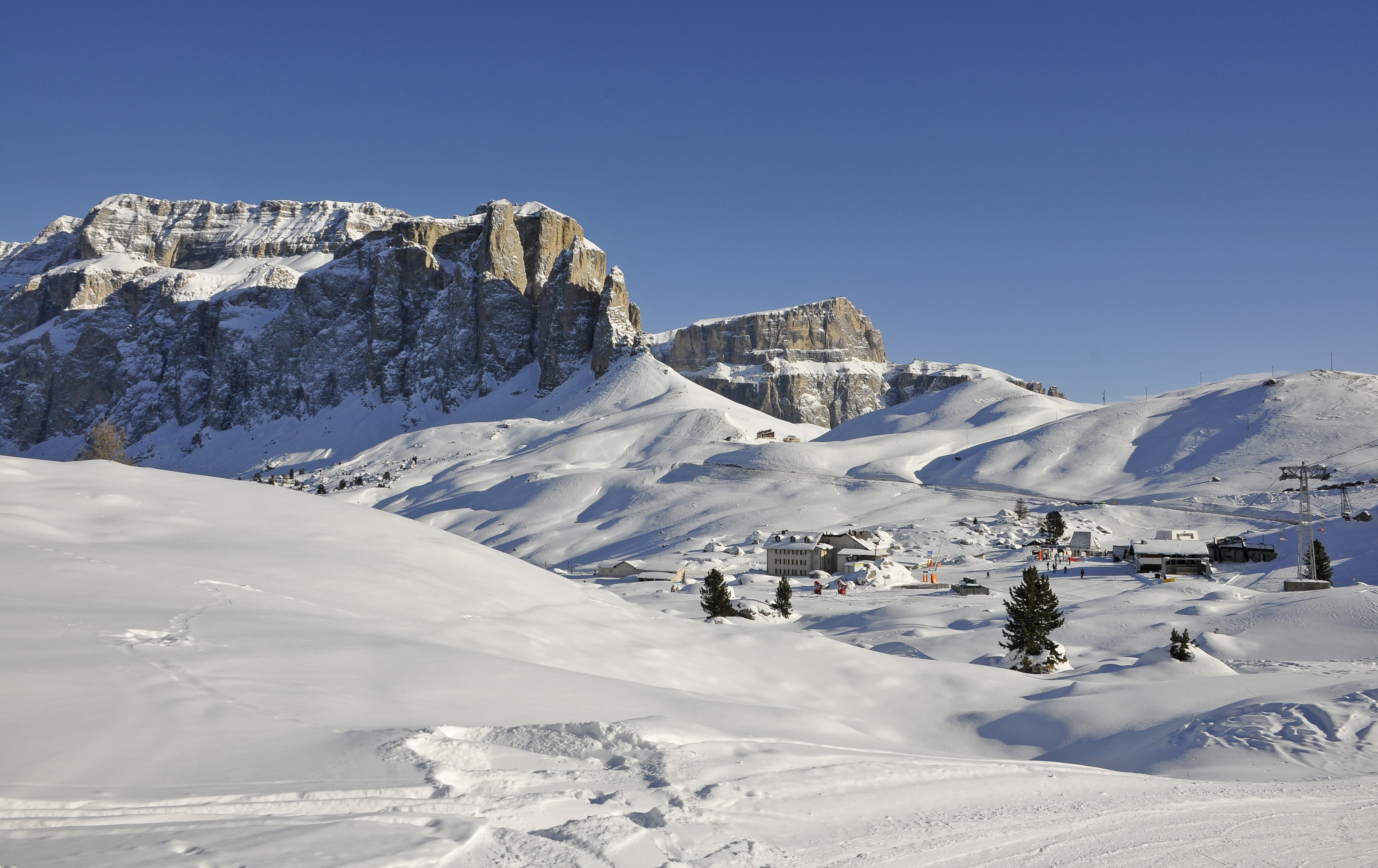
zimní pohled od Sellajoch Schutzhütte
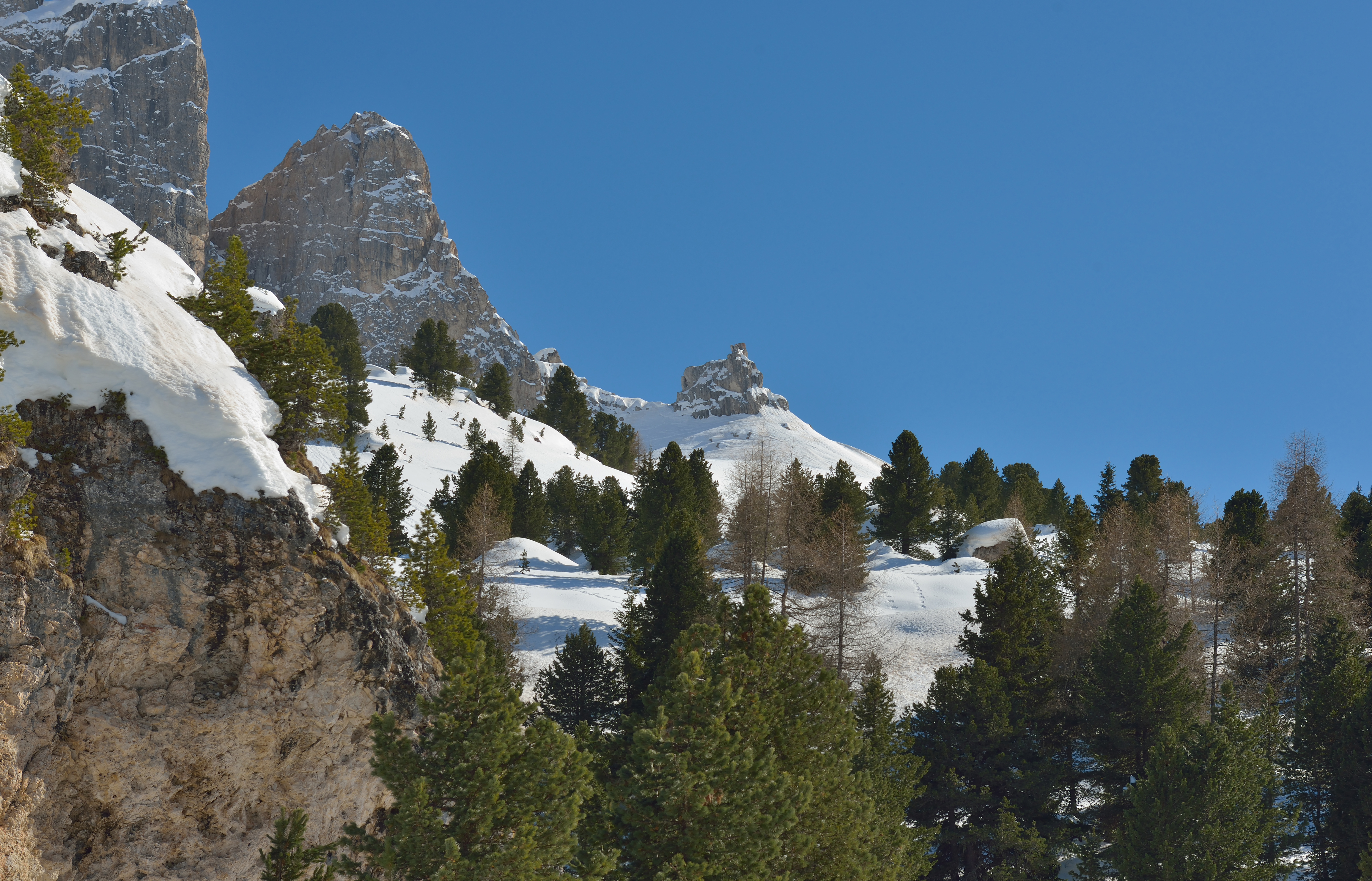
Lokomotiva a Sellatürme v zimě
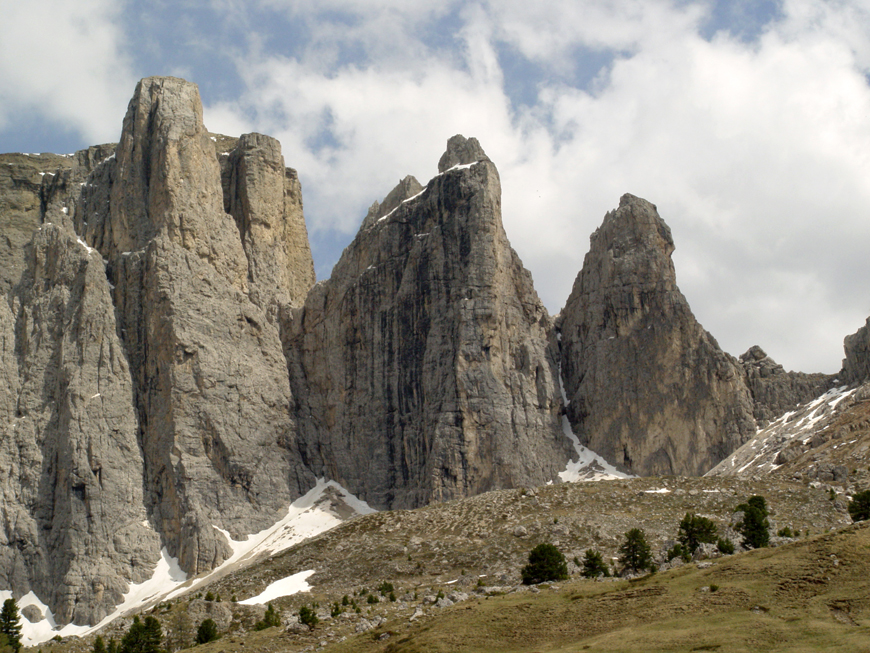
Sella Türme
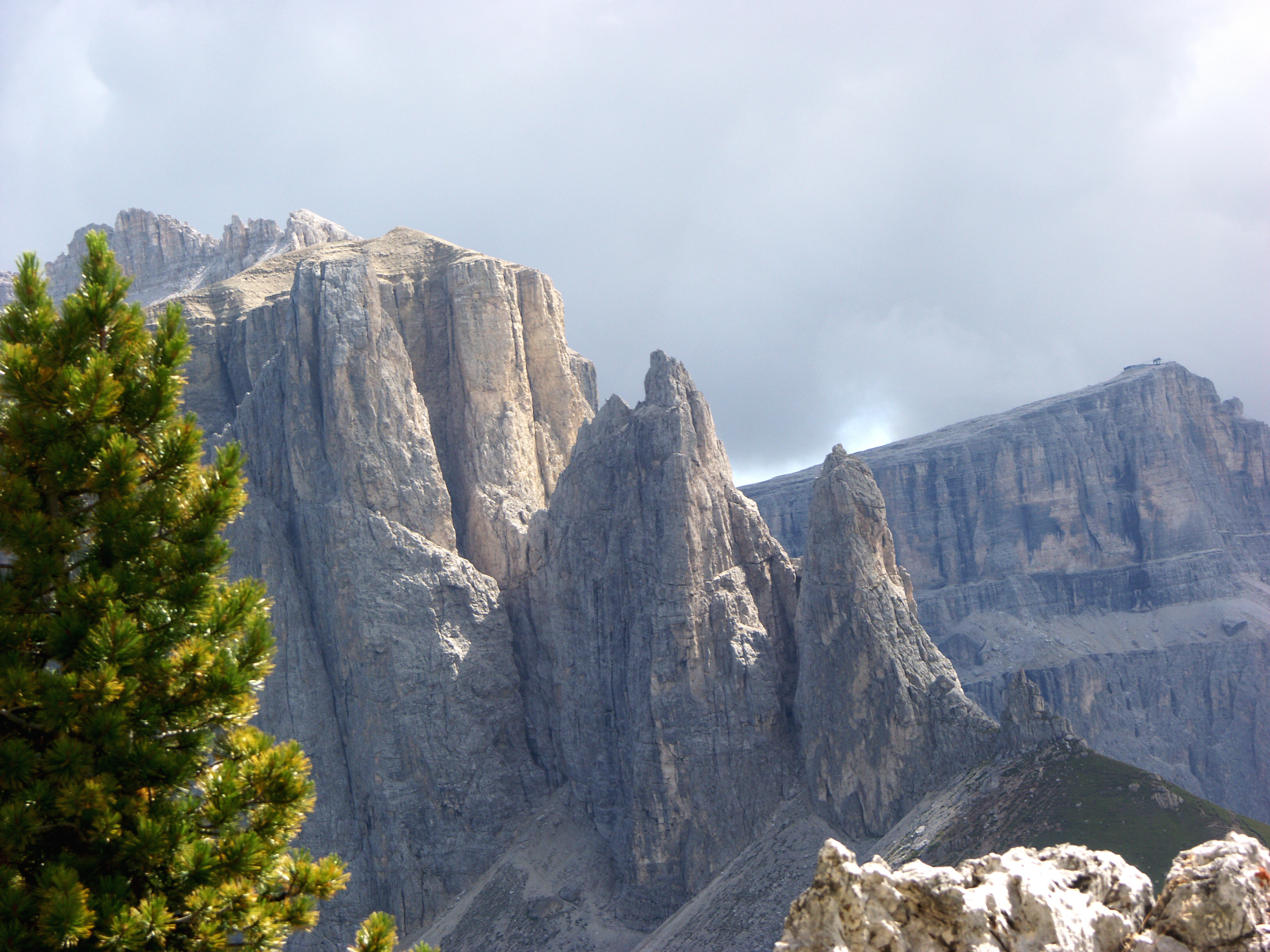
Sellatürme a v pozadí Sass Pordoi